# Epicadus heterogaster
Espèce
Synonymes
- Thomisus heterogaster Guérin, 1829
- Eripus quinquegibbosus O. Pickard-Cambridge, 1877
- Epicadus heterogaster scholagriculae Piza, 1933

Epicadus heterogaster est une espèce d'araignées aranéomorphes de la famille des Thomisidae.

## Distribution
Cette espèce se rencontre au Costa Rica, au Panama, en Colombie, au Venezuela, au Guyana, au Brésil, en Équateur, au Pérou, en Bolivie, au Paraguay et en Argentine.

## Description

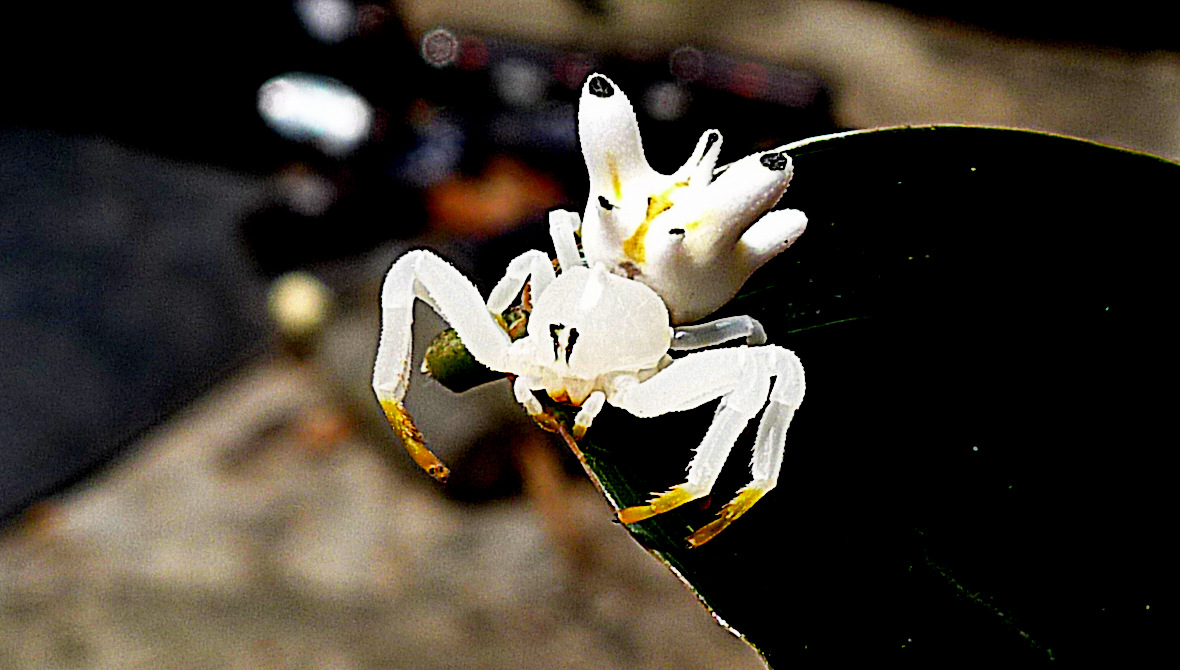
Epicadus heterogaster

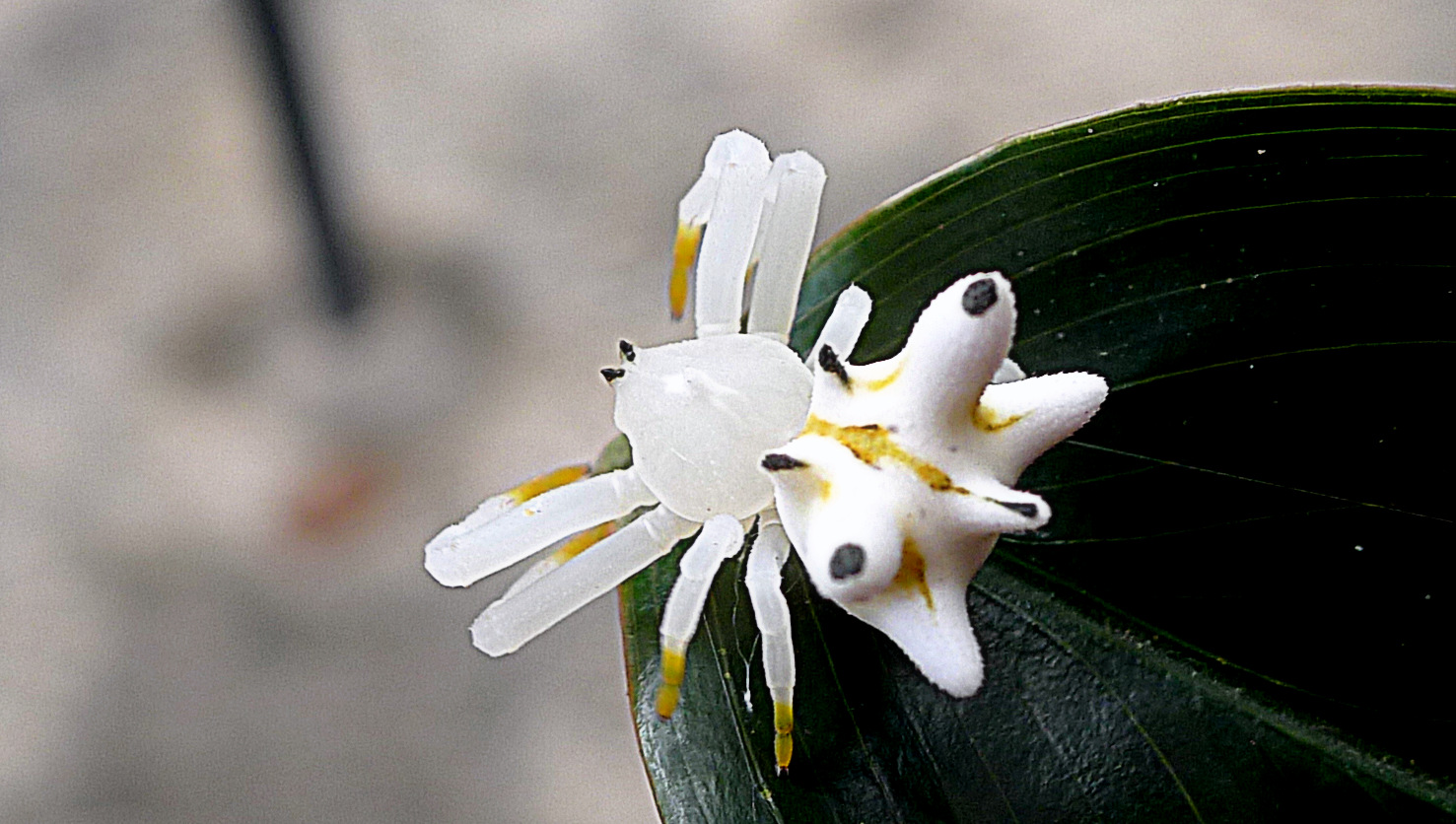
Epicadus heterogaster

Le mâle décrit par Silva-Moreira et Machado en 2016 mesure 3,7 mm et la femelle 15,33 mm.

## Publication originale
- Guérin-Méneville, 1829 : Iconographie du règne animal de Cuvier, ou représentation d'après nature de l'une des espèces les plus remarquables et souvent non encore figurées de chaque genre d'animaux. Arachnides. Paris. Tome 2 (texte intégral).